# Timmins—Chapleau
Pour les articles homonymes, voir Timmins (homonymie) et Chapleau.
Timmins—Chapleau fut une circonscription électorale fédérale de l'Ontario, représentée de 1979 à 1997.
La circonscription de Timmins—Chapleau a été créée en 1976 avec des parties de Cochrane, Nipissing, Timiskaming et Timmins. Abolie en 1996, elle fut redistribuée parmi Algoma, Nickel Belt, Timiskaming—Cochrane et Timmins—Baie James.

## Géographie
En 1976, la circonscription de Timmins—Chapleau comprenait:
- La partie nord du territoire du district de Sudbury
- La partie est du territoire du district d'Algoma
- La partie ouest du territoire du district de Timiskaming
- Dans le district de Cochrane 
  - Le canton de Teefy
  - La cité de Timmins
  - La ville d'Iroquois Falls

## Députés
1. 1979-1984 — Ray Chénier, PLC
2. 1984-1988 — Aurèle Gervais, PC
3. 1988-1993 — Cid Samson, NPD
4. 1993-1997 — Peter Thalheimer, PLC

- NPD = Nouveau Parti démocratique
- PC = Parti progressiste-conservateur
- PLC = Parti libéral du Canada